# Joint Tracta

Logo des automobiles Tracta

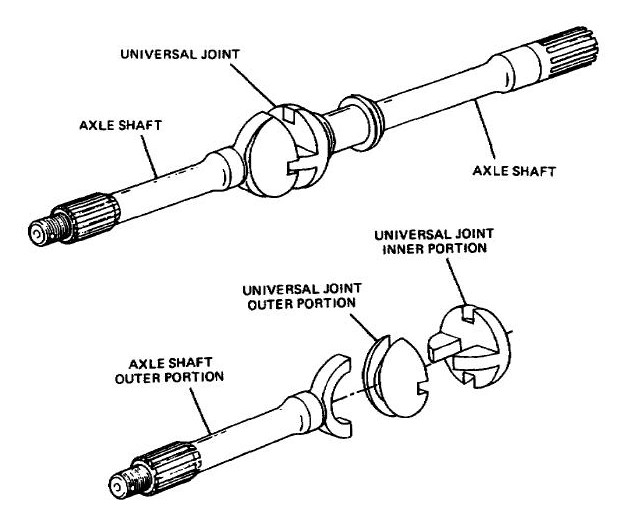
Joint Tracta

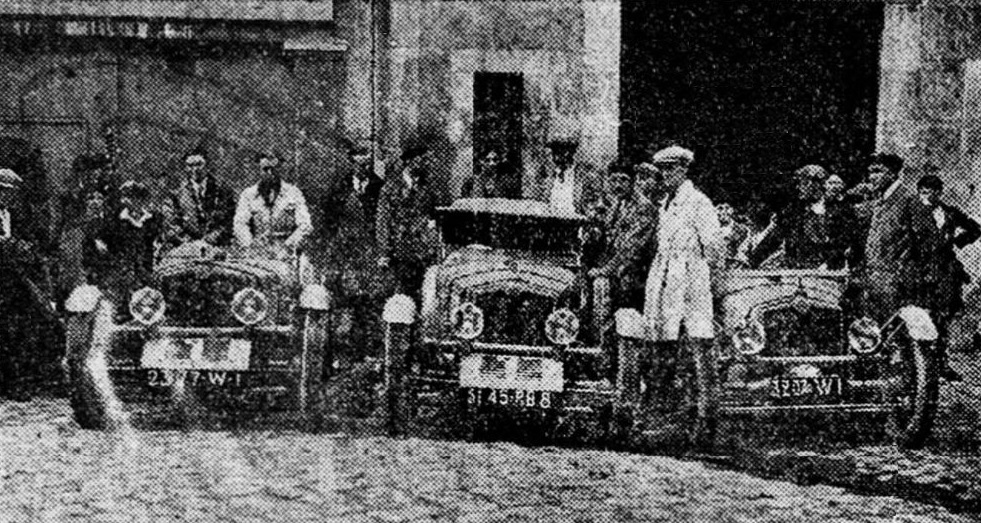
L'Équipe Tracta aux 24 Heures du Mans 1929 (victoire de catégorie 1.1L).

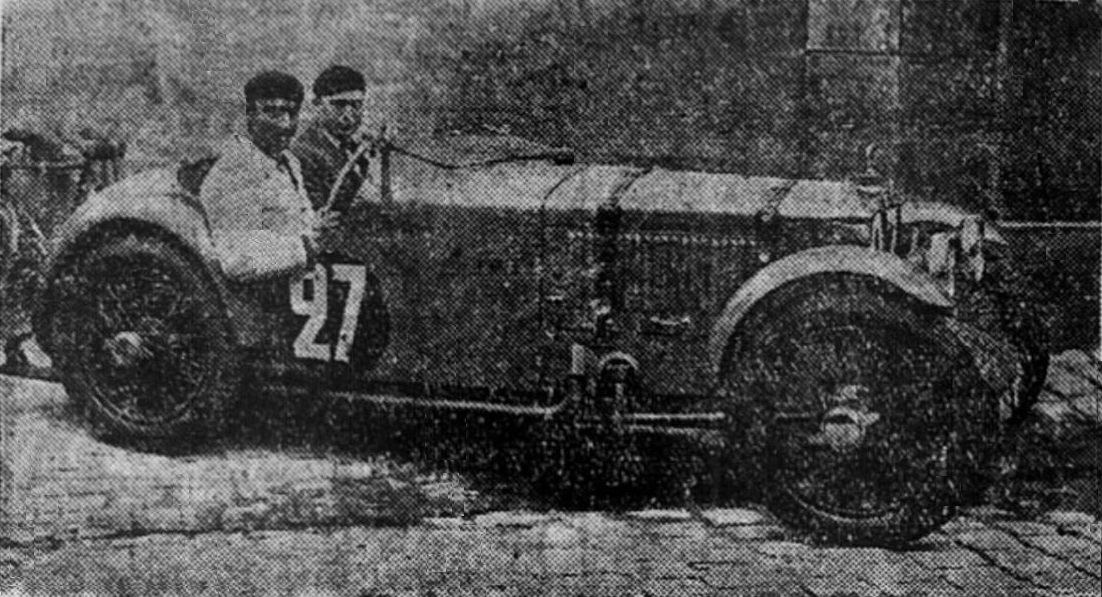
La Tracta A28 de Jean-Albert Grégoire et Fernand Vallon, vainqueur de classe 1.1 L. aux 24 Heures du Mans 1930

Le joint Tracta est un joint homocinétique inventé par Pierre Fenaille et son associé Jean-Albert Grégoire, pour l'entrainement des voitures à traction avant Tracta. Ce joint, dont le brevet date du 8 décembre 1926, a été monté sur les deux premiers Type A engagés aux 24 Heures du Mans 1927, le 15 juin 1927.

## Histoire
En 1925, Jean-Albert Grégoire dirige le  "Garage des Chantiers" (situé quartier des Chantiers à Versailles). À cette époque, avec Pierre Fenaille, qu'il a rencontré en 1924, il participe à différentes courses automobiles en tant qu'amateur. Mais ce dernier n'acceptant de financer ses prototypes qu'à condition que ceux-ci soient techniquement novateurs, Grégoire se lance dans la conception d'une traction avant.
Une transmission sans à-coup est alors nécessaire, à la fois pour des raisons de fiabilité et de tenue de route. À cette époque, les joints Rzeppa et Weiss, déjà connus dans leur principe à bille, restaient impossibles à produire en série. L'encombrement du double joint de Cardan compliquait notablement son intégration.
Pierre Fenaille reprend le principe du double Cardan, mais avec une noix centrale double reliant deux fourches solidaires des arbres de transmission. Breveté, ce système est amélioré par Grégoire, qui en perfectionne la géométrie, les dimensions et la fabrication. Il définit une série de joints calculés en fonction des couples à transmettre. Grégoire parvient à créer et à faire fabriquer un joint robuste, endurant et sûr. Ce joint est également parfaitement homocinétique. Ce terme (du grec « homo », en français « même » et « kinein », « mouvoir »), est déposé en 1928 pour souligner la parfaite synchronisation des deux arbres de transmissions, ce qui n'est pas le cas de beaucoup de joints présentés comme équivalents (le double joint de Cardan présente par exemple un très léger défaut d'homocinétisme).
En novembre 1925, Grégoire et Fenaille débutent la construction d'un prototype, qui roule en juillet 1926. S'ils construisent quelques voitures, leur objectif principal est de promouvoir leur joint et de vendre les licences de fabrication à d'autres constructeurs. Pour ce faire, ils fondent la société Tracta en janvier 1927, et s'installent rue de Lisbonne à Paris. En 1927, la première Tracta type Gephi est engagée et classée dans l’épreuve d’endurance des 24 Heures du Mans.
Présenté comme à la fois extrêmement robuste et efficace dans les virages les plus serrés (il offrait le meilleur angle de braquage de l'époque : plus de 40°), le joint Tracta sera monté en France et en Allemagne par quelques constructeurs pratiquant la traction avant à partir de 1931. En 1932, une licence est vendue à la société américaine Bendix.

## Principe
Le joint Tracta peut être rattaché au double joint de Cardan, dont il est une variante parfaitement symétrique, mais aussi aux « joints à axes sécants symétriques » dont font partie les joints à billes.
En effet, outre sa relative complexité et son encombrement, le double joint de Cardan n'est pas « parfaitement » homocinétique. Pour être parfaitement homocinétique, l'ensemble doit être symétrique: le petit arbre intermédiaire reliant les deux joints doit alors former un triangle isocèle avec les arbres d'entrée et de sortie. Or le mécanisme alignant les deux croisillons présente une glissière qui ne se situe pas exactement au centre du mécanisme (l'arbre qui coulisse par rapport à l'autre va « rétrécir », et l'autre non).
Le joint Tracta est, lui, construit comme un double cardan dont l'arbre intermédiaire, simplifié jusqu'à ne plus être qu'un ensemble de deux noix emboîtées l'une dans l'autre, est maintenu au centre exact du dispositif, à l'intérieur d'une rotule de centrage distincte du mécanisme.
Les deux noix étant entraînées en rotation par des fourches à l'extrémité des deux arbres de sortie, le mouvement de translation est donc réparti à la liaison entre ces fourches et les noix.
La rotule étant un boîtier de centrage qui ne participe pas à la rotation des arbres, le joint Tracta n'est pas interchangeable avec les autres types de joint, lesquels sont autocentreurs.
On doit également noter que le joint Tracta est isostatique : il ne comporte pas de liaison surabondante. Cette caractéristique, combinée avec le fait que la rotule de centrage protège aussi le mécanisme, a contribué à sa réputation de robustesse.

## Palmarès aux 24 Heures du Mans
- 1927 : 7e Jean-Albert Grégoire et Lucien Lemesle
- 1928 : 12e Maurice Benoist (frère de Robert) et Louis Balart
- 1929 : 9e Louis Balart et Louis Debeugny, 10e Jean-Albert Grégoire et Fernand Vallon (victoire de classe 1.1L)
- 1930 : 8e Jean-Albert Grégoire et Fernand Vallon (victoire de classe 1.1L), 9e Roger Bourcier et Louis Debeurgny (sur A28)